# Миле Старчевић (политичар, 1862)
Миле Старчевић (Велики Житник код Госпића, 29. септембар 1862 — Загреб, 10. март 1917) био је хрватски политичар и адвокат.
Рођен је у селу Велики Жетник код Госпоћа 1862. године. Био је заступник у Хрватском сабору од 1892. до 1917. као члан Странке права. Послије 1894. залагао се за рјешавање хрватског питања у Аустроугарској кроз тријализам. Након политичког сукоба унутар Странке права, напустио је странку (заједно са стрицем Антом Старчевићем, Јосипом Франком и Еугеном Кумичићем) и образовао Чисту странку права. Након сукоба са Франком, образовао је 1908. нову политичку странку под називом Стрчевићева странка права, чије су присталице биле познате као „милиновци”. Његова странка 1912. напушта тријализам и улази у савез са Хрватско-српском коалицијом коју су предводили Франо Супило и Светозар Прибићевић. Током Првог свјетског рата Старчевић је напустио политику. Преминуо је у Загребу 1917. године.